# Calosphaeria wahlenbergii
Calosphaeria wahlenbergii är en svampart som beskrevs av Nitschke 1867. Calosphaeria wahlenbergii ingår i släktet Calosphaeria och familjen Calosphaeriaceae.  Arten är reproducerande i Sverige. Inga underarter finns listade i Catalogue of Life.